# اومگا فورس
اومگا فورس (انگلیسی: Omega Force) شرکت بازی ویدئویی ژاپنی است، که در سال ۱۹۹۶ تأسیس شد.